# Paullinia fistulosa
Paullinia fistulosa är en kinesträdsväxtart som beskrevs av L. Radlk.. Paullinia fistulosa ingår i släktet Paullinia och familjen kinesträdsväxter. Inga underarter finns listade i Catalogue of Life.